# Шутов, Алексей Иосифович
Алексей Иосифович Шутов (1921, деревня Гораны, теперь Борздовского сельского совета Оршанского района Витебской области, Республика Беларусь — 1994, город Харьков) — советский деятель транспортной области, железнодорожник, начальник Южной железной дороги (1976-1983). Герой Социалистического Труда (1.08.1959).

## Биография
Родился в бедной крестьянской семье. Получил неполное среднее образование в школе деревни Гораны.
В 1937—1941 годах — студент Оршанского эксплуатационного техникума Управления Западной железной дороги Наркомата путей сообщения СССР.
В 1941—1945 годах — дежурный по узловой станции Челябинск-Главный, маневровый диспетчер, заместитель начальника станции Челябинск-Главный Челябинского отделения Южно-Уральской железной дороги. В 1945 году главный диспетчер Южно-Уральской железной дороги.
В октябре 1945—1948 годах — студент курсов при Ленинградском институте инженеров железнодорожного транспорта.
В 1948—1949 годах — начальник станции Борисоглебск Воронежской области (Юго-Восточная железная дорога).
Член ВКП(б).
В 1949—1962 годах — начальник станции Основа Харьковской области (Харьковское отделение южд).
В 1962—1963 годах — начальник Смородинского отделения Южной железной дороги.
В 1963—1971 годах — главный инженер Южной железной дороги.
В 1971—1976 годах — 1-й заместитель начальника Южной железной дороги.
В феврале 1976—1983 годах — начальник Южной железной дороги.
С 1984 года — на пенсии в городе Харькове. Работал преподавателем Харьковского института железнодорожного транспорта.
Умер после тяжелой болезни.

## Награды
- Герой Социалистического Труда (1.08.1959)
- орден Ленина (1.08.1959)
- орден Октябрьской Революции (4.03.1976)
- орден Трудового Красного Знамени (29.07.1945)
- медаль «За трудовое отличие» (31.07.1954)
- медали
- Почётная грамота Президиума Верховного Совета Украинской ССР